# Paesi Bassi borgognoni
Nella storia dei Paesi Bassi, i Paesi Bassi borgognoni furono una serie di feudi imperiali e francesi governati in unione dalla Casa di Borgogna ed i suoi eredi Asburgo tra il 1384 ed il 1482. I confini politici compresero gran parte degli attuali Belgio e Paesi Bassi, il Lussemburgo e parti della Francia del nord.

## Casate
Una cospicua parte di questi territori venne ereditata dai Duchi di Borgogna, un ramo cadetto della casa reale francese dei Valois, alla morte del Conte Luigi II di Fiandra nel 1384. La sua erede, Margherita III delle Fiandre, aveva sposato nel 1369 Filippo l'Ardito, il più giovane dei figli del re Giovanni II di Francia e primo dei Duchi di Valois-Borgogna, residenti a Digione, il quale ereditò così la Contea delle Fiandre. Margherita apparteneva al casato fiammingo dei Dampierre, che aveva accumulato nel tempo diversi possedimenti. Margherita e Filippo mantennero i territori circostanti le città di Bruges e Gand, ereditarono anche terre adiacenti della Bassa Lorena ad est del fiume Schelda (nelle "Fiandre Imperiali"), inclusa l'enclave di Malines, tutti feudi del Sacro Romano Impero, oltre alla vicina Contea d'Artois. Insieme iniziarono il proprio governo dei Paesi Bassi borgognoni.
L'eredità dei Dampierre, inoltre, comprendeva le contee francesi di Rethel e di Nevers, entrambe detenute dal 1407 dal più giovane dei figli di Filippo II, Filippo di Nevers, così come la Contea di Borgogna, un feudo imperiale della Franca Contea che aveva fatto parte del Regno di Arles.
Nei decenni successivi, i Duchi di Borgogna ampliarono i loro territori nei Paesi Bassi, con l'acquisizione di numerosi stati imperiali: il duca Filippo il Buono acquistò la Contea di Namur nel 1421, ereditando così i ducati di Brabante e di Limburgo nel 1430; in seguito assimilò le Contee di Hainaut, d'Olanda e di Zelanda nel 1432, ed il Ducato del Lussemburgo nel 1441. Suo figlio, l'ultimo Duca di Borgogna, Carlo il Temerario annesse nel 1473 il Ducato di Gheldria, che venne dato in pegno dal duca Arnoldo di Egmond.
L'era dei Valois durò fino al 1477, quando il Duca Carlo I di Borgogna morì nella Battaglia di Nancy, senza lasciare eredi maschi. Il Ducato di Borgogna tornò così alla corona di Francia, secondo i dettami della legge salica, e il re Luigi XI sequestrò anche tutti i possedimenti restanti dei Paesi Bassi borgognoni. I feudi imperiali passarono alla Casa austriaca degli Asburgo, grazie al matrimonio di Maria di Borgogna con l'Arciduca Massimiliano d'Asburgo, figlio dell'imperatore Federico III. Massimiliano, tuttavia, considerando i Paesi Bassi borgognoni (soprattutto la zona tra le Fiandre e la Contea d'Artois) come domini di sua moglie, marciò contro i francesi, scatenando così un conflitto che culminò nella Battaglia di Guinegate del 1479. Nonostante la vittoria di Massimiliano, egli ottenne solamente la Contea delle Fiandre, secondo quanto stabilito dal Trattato di Arras del 1482 (successivo all'improvvisa morte della moglie), mentre la Francia annesse la Contea d'Artois.
Nel suo testamento, Maria di Borgogna aveva confiscato tutto il patrimonio della Borgogna, cedendolo a favore del figlio Filippo il Bello. Nonostante tutto, Massimiliano, insoddisfatto dei termini del Trattato di Arras, continuò a promuovere campagne nei territori francesi sequestrati. Nel 1493, il Re Carlo VIII di Francia, secondo il Trattato di Senlis, rinunciò alla Contea d'Artois, che insieme alle Fiandre era stata integrata nelle Diciassette Province imperiali sotto il dominio di Filippo.

## Patrocinio Ducale
Dal 1441 Filippo basò la sua corte ducale a Bruxelles ed a Bruges, la cui egemonia economica culminò attorno al 1480. Filippo fu un grande mecenate, finanziando la creazione di manoscritti e dipinti di autori quali Robert Campin, i fratelli Jan van Eyck e Rogier van der Weyden.

## Eventi
Tra il 1491 e il 1492 scoppiarono diverse rivolte di contadini olandesi all'interno dei Paesi Bassi borgognoni. Queste rivolte vennero soppresse dall'esercito del Duca Alberto III di Sassonia, nella Battaglia di Heemskerk.